# برایان استین نیلسن
برایان استین نیلسن (انگلیسی: Brian Steen Nielsen؛ زادهٔ ۲۸ دسامبر ۱۹۶۸) یک بازیکن فوتبال اهل دانمارک است.
وی همچنین در تیم ملی فوتبال دانمارک بازی کرده‌است.